# SpVgg Sterkrade 06/07
SpVgg Sterkrade 06/07 is een Duitse voetbalclub uit Sterkrade, een stadsdeel van Oberhausen, Noordrijn-Westfalen.

## Geschiedenis
De club werd opgericht in 1906 als SpV Sterkrade 06. In 1920 fuseerde de club met TV 1869 Sterkrade tot TSV 1869/1906 Sterkrade. Twee jaar later werd de voetbalafdeling van de sportclub echter weer zelfstandig onder de oude naam. In 1929 fuseerde de club met Spielclub 07 Sterkrade en nam de huidige naam aan.
Vanaf 1947 speelde de club in de hoogste amateurklasse, de derde klasse, en trad voor in de schijnwerpers in 1955 toen ze zich plaatsten voor het Duitse amateurkampioenschap, maar in de groepsfase uitgeschakeld werd. In 1970 werd de club kampioen en miste net de promotie naar de Regionalliga West. Ook het volgende seizoen nam de club deel aan eindronde om promotie en verloor hier van FSV Frankfurt. Tussen 1975 en 1978 speelde de club in dezelfde reeks als stadsrivaal Rot-Weiß Oberhausen, deze club eindigde echter telkens boven Sterkrade. Ondanks dat de club als enige van 1947 tot 1978 onafgebroken in de Amateurliga Niederrhein speelde volstond een vierde plaats niet in 1978 om zich te kwalificeren voor de nieuwe Oberliga Nordrhein, die van dan af als derde klasse fungeerde.
In 1980 degradeerde de club ook uit de Verbandsliga. Sindsdien pendelt de club tussen Landesliga en Bezirksliga, de laatste degradatie uit de Landesliga was in 2011.